# Tuscarora
Tuscarora, Skarù∙ręʔ ali Ska-Ruh-Reh ("Zbiralci konoplje" ali "Ljudje, ki nosijo (konopljine) srajce") so pleme Haudenosaunee ("Ljudje dolge hiše"), bolj znani kot Irokeška liga ali konfederacija, zveza prvotno petih (kasneje šestih) plemen ali narodov irokeške jezikovne družine. V splošnem jeziku se ta plemena imenujejo Irokezi. So ena izmed avtohtonih skupin severnoameriških Indijancev in so ob začetku evropskega stika okoli leta 1590 živeli v današnji Severni Karolini in Virginiji. Po porazu v tuscarorski vojni so se okoli leta 1722 preselili na sever v današnjo zvezno državo New York in se pridružili Irokeški ligi kot šesto pleme. Od takrat naprej je bilo življenjsko in lovsko območje Tuscarorov med vasmi Cayugov na zahodu in Oneidov na vzhodu, vendar so se večinoma naselili med Onondage, saj Tuscarori kot iskalci zaščite niso imeli glasovalne pravice v skupnem svetu (Grand Council) Irokeške lige, zastopali so jih Oneide (drugi viri: Cayuge).
Danes obstaja tudi 6 poglavarjev Tuscarorov, prej Tuscarori niso imeli glasovalne pravice v plemenskem svetu.

## Jezik
Skarure, jezik Tuscarora, spada v severno vejo irokeških jezikov. Jezikoslovci in zgodovinarji so poskušali ugotoviti, kdaj sta se irokeško govoreči plemeni Meherrin in Nottoway ločili od Tuscaror. Pred prvim stikom (1650) so Angleži, na podlagi poročil algonkinskih domorodcev menili, da so tri plemena en narod, saj so jih algonkinski govorci imenovali z eksonimom Mangoag. Po srečanju Angležev s Tuscarora in drugimi plemeni so kolonisti opazili, da so uporabljali iste tolmače za prevajanje z vsakim od narodov, kar je pomenilo, da so bili njihovi jeziki tesno povezani.
Čeprav je jezik Nottoway izumrl v zgodnjih 1900-ih, so jezikoslovci uspeli ugotoviti, da je bil ločen, čeprav tesno povezan s Tuscarora. Poleg tega si je pleme Cheroenhaka (Nottoway) v zadnjem času prizadevalo za oživitev jezika Nottoway. V zgodovinskih časih so se tri plemena vedno identificirala kot ločeni in neodvisni narodi.

## Življenjski prostor in okolje
V 15. stoletju je več irokeško govorečih plemen živelo v današnjih zveznih državah Virginija in Severna Karolina. Tuscarora so bili z okoli 5.000 člani plemena (nekatere ocene segajo do okoli 25.000 – vendar je to verjetno vključevalo tudi vsa druga sosednja irokeško govoreča plemena) največje in najbolj znano od teh plemen, medtem ko so Meherrin, Nottoway, Coree in Neusiok bolj neznani. Življenjski in lovski prostor teh plemen se je raztezal čez vzhodni rob Piedmonta do obalnih ravnic Virginije in Severne Karoline. Regijo prečkajo številne reke, kot so Nottoway, Meherrin, Roanoke, Tar in Neuse River. Rodovitna zemlja in podnebje na tem območju zagotavljata dolgoletno letno rastno obdobje. Večina vasi Indijancev, ki so živeli tukaj, je ležala vzhodno od "Fall Line" ob bregovih teh rek.
Tuscarora so se delili v tri regionalne skupine, ki so naseljevale več vasi:
- Kǎ'tě’nu'ā'kā', Katenuaka, Ga-te-no-wah-ga oz. Kautanohakau ("Ljudje potopljenega bora/bor v vodi.")[5][6]

- Akawěñtc'ākā', Akawenteaka, Akawenchaka, Ag-wan-te-ga ("Ljudje dveh vrst"), znani tudi kot Kauwetsaka, Kauwetseka oz. Cauwintch-AAga ("Ljudje vode", to je tudi avtonim sosednjih "Kauwets'a:ka" ali Meherrin.)

- Skarū'ren', Skuarureaka ali Sca-ru-re-ah-ga ("Zbiralci konoplje", "Ljudje, ki nosijo (konopljine) srajce"), verjetno nekoč največja skupina, zato je narod danes splošno znan kot "Tuscarora"'.

## Kultura
Tuscarora so živeli kot njihovi sosedje, predvsem s pridelovanjem koruze, lovom in nabiranjem divjih zelišč. Pozno jeseni se je celotna vas preselila v lovska zemljišča, kjer so živeli do konca zime ali začetka pomladi. Običajna hiša Tuscarora je imela okrogel ali ovalen tloris, obdan z drevesnimi poganjki, zabodenimi v zemljo. Ti so bili upognjeni proti sredini in zvezani v središču, tako da je nastala kupola, prekrita s kosi lubja. Znotraj so bile okoli in okoli klopi, tla pa so bila prekrita z živalskimi kožami in preprogami iz ličja. Lovske četrti so bile pravokotne koče s trdno streho, ki so stale tesno skupaj, v nasprotju z njihovimi po obdelanih poljih široko razpršenimi poletnimi hišami. V sredini hiše je bilo ognjišče. Ni bilo omar, so pa bile visoke shrambe, na katerih so se prebivalci lahko pokrili z preprogami in živalskimi kožami.
Ekološka raznolikost v tej deželi in spretnost irokeških ljudstev v obalni ravnini pri ribolovu, lovu, nabiranju in pridelovanju koruze so privedle do več kot zadostnega preživetja. Poleg zimskega skupnega lova so moški lovili jelene, medvede, bobre, rakune, oposume, zajce, veverice in purane. Jesetre in slanike so spomladi med njihovimi rednimi selitvami v drstišča navzgor po reki lovili z ribiškimi pregradami, mrežami ali koli. Posušene morske ribe so očitno lahko pridobili s trgovanjem z obalnimi prebivalci. Moški in ženske so nabirali materiale in divje rastline, ki so bili potrebni za obrede, gospodinjstvo, trgovino in prehrano. Nabiranje oreščkov lažnih kostanjev (Chinquapin ali Chinkapin) (Castanopsis) in kostanjev (ameriški ali Allegheny chinkapin) (Castanea pumila) je potekalo skupno pozno poleti. Tuscarora so bili znani po svoji odlični uporabi in predelavi različnih naravnih vlaken (semen in vlaken iz ličja ter rogoza) za izdelavo oblačil, vrvi, ribiških mrež, košar in preprog. Ti izdelki so bili pridobljeni iz svilene trave, indijske konoplje (Apocynum), rogoza in ozkolistnega rogoza (Cattail) in so bili zelo iskani kot trgovsko blago, tako da so jih Tuscarora izdelovali ne le za lastno uporabo, temveč tudi za svoje avtohtone sosede in kasneje tudi za evropske priseljence. Zato so bili pri sosednjih plemenih znani kot "nabiralci konoplje", "ljudje, ki nosijo (konopljine) srajce". Poleg tega so izdelovali lesene sklede in ponve za prebivalce Piedmonta, ki so jih menjali za krzno in kože. Veliko potrebnih surovin so lahko nabrali v bližini vasi, druge pa so zahtevale potovanje v oddaljene kraje.
Kanadska krvavica (Sanguinaria canadensis) je bila tradicionalno zdravilo proti vročini in revmi ter se je uporabljala za povzročanje bruhanja, poleg tega pa je bila zelo iskano, ker je bila potrebna za barvanje las. Za njeno pridobitev so morali potovati do vznožja gora Allegheny, kjer so lahko naleteli na sovražne Indijance. Tuscarora so bili znani po uporabi bakra za izdelavo nakita. Za pridobitev surovine so prav tako potovali daleč na zahod, kot tudi za sol.
Koruza je bila edina in najpomembnejša žitarica. Posušena je bila in zmleta v moko, ki je bila glavna sestavina juh in se je uporabljala za izdelavo kruha. Poleg tega so gojili kumare, buče in fižol. V naseljih so bili sadovnjaki, v katerih so nabirali jabolka, breskve in kutine. Med dela, ki so jih opravljale ženske, je spadalo kuhanje obrokov za vso družino, pa tudi izdelava preprog, košar in oblačil. Mladi moški so v rastni dobi delali na poljih, preden se je jeseni začel lov. Ob selitvi v zimska bivališča so ženske prenašale zaloge hrane. Po prihodu je bila njihova glavna naloga iskanje drv, kuhanje hrane in izdelava gospodinjskih predmetov. Nekateri moški, npr. slabi lovci ali berdache transeksualci, so zbirali lubje dreves za pokrivanje koč, izdelovali lesene sklede in posodo, iz gline izrezovali tobakove pipe in se vračali v poletno vas, da bi poskrbeli za ostarele, ki so ostali. Mlada dekleta so mlela koruzo v velikih lesenih skledah ali možnarjih s pestičem in pomagala ženskam pri nabiranju oreščkov, gomoljev in divjih sadežev.
Poleg lova in ribolova so moški Tuscarora odhajali na vojne pohode proti svojim sovražnikom, ki so včasih vodili do 700 mi (1.100 km) oddaljenih območij. Impresivno je bilo, kako so se bojevniki, razdeljeni v več skupin, srečali na vnaprej določenem cilju na neznanem ozemlju. Natančno načrtovanje, organizacija in sodelovanje so bili pogoj za takšne podvige. To nalogo so prevzeli vojni poglavarji. Mnenje in izkušnje starih moških vasi so bile vedno upoštevane pri odločanju.
Glede življenjskega cikla Tuscarora so se ohranili obredi, ki so bili običajni pri odraščajočih in pri mrtvih. V puberteti se je moral del mladostnikov podvreči Huskenaw-ritu. Tako je okoli leta 1755 še vedno obstajal ritual, ki je spremljal prehod dečka ali dekleta v odraslost. Mladi so prišli v osamljeno kočo, kjer so morali piti tekočino, pripravljeno iz halucinogenih rastlin. V tej izolaciji so bili zadržani od dva do tri tedne, včasih do nekaj mesecev. Po vrnitvi v vas včasih več tednov niso spregovorili niti besede z drugimi prebivalci. Pred pogrebom je bilo običajno, da so truplo zavili v preproge iz trstike. Nato je sledila obredna večerja in šaman je govoril o pokojniku, omenjal njegove dobre lastnosti in dosežke. Vaškim poglavarjem in znanim osebam plemena je bil dodeljen poseben pogreb.

## Družbena organizacija
Kot pri drugih irokeških ljudstvih je bila najmanjša ekonomsko avtonomna enota družina. Več družin je prebivalo v dolgi hiši in več dolgih hiš je tvorilo eksogamni in matrilinearni klan, ki je bil razlikovan in poimenovan po živalskih imenih (tako imenovani "družinski znaki") oziroma totemskih živalih – pticah in živalih. Klani so bili večinoma dodeljeni trem fratrijam (klanskim združenjem): 
- Voda (klani Želva, Jegulja in Bober),
- Zemlja (klani Medved, Volk in Jelen) in
- Zrak (klani Sokol, Čaplja in Kljunač).

Te fratrie/klanska združenja so se razumela kot sorodstvena skupina ("enolinijska skupina potomcev"), ki je svojo pripadnost pripisovala skupni, mitski Pramateri, zato člani klana med seboj niso smeli imeti spolnih odnosov, saj se je to štelo za incest. Številni so se imeli za krvno sorodnike. Takšne skupine potomcev so delovale kot samostojna solidarnostna in ekonomska skupnost, večinoma so imele skupno lastništvo zemlje in so pogosto živele skupaj kot naselbinska skupina. Vsak klan (približno 50 do 200 ljudi) se je nadalje delil na dve moieti ("polovici") in ga je vodila klanska mati, ki so jo ženske izbirale doživljenjsko (moški niso mogli voliti). Tuscarora so bili razdeljeni na dve moieti: 
- Moieti (A): klana medvedov in volkov ter
- Moieti (B): klani jegulj, kljunačev, bobrov, želv in jelenov.

Irokeška družba je bila matrilinearno usmerjena. Glava družine je bila vedno ženska in otroci so pripadali materini liniji. Dolga hiša, zemlja in pridelek so bili last ženske. Po poroki se je moški preselil v dolgo hišo svoje žene in otroci so postali člani njenega klana (matrilokalnost). Pravila dedovanja so bila matrilinearna (»po materini liniji«: materina linija) in dedno pravo je dajalo prednost hčerki ali naslednji ženski članici družine. Tudi dolgo hišo je vodila starejša ženska. To je veljalo tudi za klan, katerega vodilni ženski je stal ob strani moški poglavar, ki so ga izbrale ženske. Vse pomembne osebe so izbirale ženske in so jih lahko tudi odstavile, če niso bile kos svoji nalogi. Nobene vojne ni bilo mogoče voditi brez privolitve žensk in mati je lahko sinu prepovedala sodelovanje v vojnem pohodu.

## Zgodovina
Prve naselbine angleških kolonistov so nastale v 1650-ih in 1660-ih letih na severni strani Albemarle Sounda. V poznih 1660-ih letih so se med Tuscarora in kolonisti odvijali vojaški spopadi. Nedatiran mirovni sporazum iz tega obdobja se nahaja v sodni palači v Edentonu v Severni Karolini. Iz njega izhaja, da nobena naselbina Tuscarora ni smela biti zgrajena severno in zahodno od Roanoke reke. Poleg tega nobenemu Tuscarori ni bilo dovoljeno, da bi se zadrževal manj kot pol dneva poti stran od angleških naselbin. Odnosi med Tuscarora in kolonisti so bili še naprej napeti. Staroselci so spoznali, da jim belci jemljejo zemljo brez ustreznega nadomestila. Poleg tega so bili njihovi sorodniki ujeti in prodani kot sužnji, prevarani s strani belih trgovcev in napojeni z alkoholom. Ker so Tuscarora večinoma živeli stran od počasi napredujočih kolonistov, so sprva lahko ohranili svojo avtonomijo. Majhne količine evropskega trgovskega blaga in orožja so do začetka osemnajstega stoletja le malo spremenile kulturo in način življenja Indijancev v Severni Karolini. Odločilni preobrat je prinesla vojna Tuscarora leta 1711.

### Tuscarora vojna 1711–1713
Proti koncu 17. stoletja so življenjske razmere Indijancev v Severni Karolini postajale vse bolj nevzdržne. Kolonialna uprava je delovala kaotično in pomembne odločitve niso bile sprejete v Severni Karolini, temveč v Angliji s strani lordov, angleških lastnikov plantaž. Belci so prezirali dogovorjene meje plemenskih ozemelj Indijancev, ki so bili obravnavani kot divjaki brez pravic. Dogovori in pogodbe so bili pogosto pozabljeni ali pa so bili že od začetka zasnovani na neupoštevanju in podrejanju. Lovna območja Tuscarora in drugih plemen so se vse bolj krčila in staroselske lovce so preprosto ubili ali pregnali, če so želeli uveljaviti svoje pravice. V tej državi brez pravic za Indijance niso mogli zaupati nobenemu belcu ali vladnemu uradniku. Beli moški so ugrabljali otroke, ženske in moške Tuscarora, da bi jih prodali kot sužnje v severne kolonije ali na Karibe. In poleg vsega je prišla še zloraba alkohola, ki je demoralizirala Tuscarora.
Tuscarora so izbrali ugoden trenutek za napad na belce. Mnogi kvekerji, ki so Anglijo zapustili zaradi preganjanja, so pobegnili v Severno Karolino. Močno so se prepirali s kolonisti glede njihovega ravnanja z Indijanci in niso bili pripravljeni z njimi se vojskovati. Tudi med preostalim belim prebivalstvom je bil odpor proti vojaški akciji. Christoph von Graffenried, vodja številnih švicarskih in pfalških naseljencev in geodet John Lawson sta v tem času izvedla nenapovedano odpravo skozi plemensko ozemlje Tuscarora. Oba sta bila po navodilih poglavarja Tuscarora Hancocka ujeta in odpeljana v glavno vas Catechna. Graffenriedu je uspelo prepričati svoje stražarje, da so ga izpustili, Lawson pa je bil obsojen na smrt in usmrčen. Kmalu zatem so se začeli napadi Tuscarora, skupaj z bojevniki Coree, Pamlico, Mattamuskeet, Bear River in Machapunga, na bele naseljence ob rekah Trent in Pamlico. Ti nenadni in nepričakovani napadi so prestrašili bele naseljence po celotni koloniji. Guverner Severne Karoline Edward Hyde je prosil za pomoč iz Virginije, ki pa je bila dodeljena le nerado in skopo. Hyde je poslal tudi klic na pomoč v Južno Karolino, ki je poslala polkovnika Johna Barnwella z majhno četo belih borcev in okoli 500 Indijancev Yamassee. Barnwell je premagal Tuscarore in z njimi leta 1711 sklenil mirovni sporazum. Kmalu zatem je Barnwell prekršil to pogodbo, ker je bil očitno jezen zaradi neplačanega plačila iz Severne Karoline in ubil številne Tuscarore ali jih prodal v suženjstvo. Leta 1712 so Tuscarore udarili nazaj in uničili bele naselbine ob rekah Neuse, Pamlico in Trent. Po skoraj dveh letih vojne so Tuscarore leta 1713 doživeli odločilen poraz proti 33 belcem in 1.000 indijanskim bojevnikom pod polkovnikom Jamesom Moorom iz Južne Karoline. Tuscarore so utrpeli hude izgube v življenjih in ujetništvu, skupaj 950 moških, žensk in otrok.
Za končno izdajo je bil odgovoren močni poglavar severnih Tuscarora Tom Blunt (ali Blount). Do takrat je v konfliktu z belci zavzemal nevtralno stališče. Z zvito prevaro je poglavarja Hancocka, vodjo indijanskega upora z juga, izročil belcem, ki so ga takoj usmrtili. Uporni Tuscarore so začeli bežati proti severu (proti irokeški konfederaciji), kar se je v intervalih nadaljevalo devetdeset let. Poglavar Blunt je bil s strani vlad v Virginiji in Severni Karolini priznan kot edini vodja Tuscarora.

### Beg na sever
Septembra 1713 so Irokezi obvestili delegacijo iz Albanyja, sedeža vlade v New Yorku, da so številni Tuscarore zapustili svoje vasi in so na poti proti severu. Septembra naslednje leto je guverner Hunter izvedel za prihod Tuscarora, ki so našli zatočišče v vaseh Irokezov. V tem času je bilo pri Irokezih približno 500 družin Tuscarora. Okoli leta 1722 so bili begunci z juga uradno sprejeti kot šesta nacija v Irokeško ligo. Tuscarore so se naselili v vasi, ki je ležala med vasmi Oneidas in Onondagas. V 18. stoletju so nekateri Tuscarore živeli tudi ob rekah Juanita in Susquehanna v Pensilvaniji ter druge majhne skupine v Pensilvaniji in New Yorku. Leta 1736 so poročali o 250 bojevnikih, ki so živeli v vasi Tuscarora zahodno od Oneid in okoli leta 1750 so v istem območju naseljevali več naselij.
Znotraj Irokeške lige so imeli Tuscarora očitno najtesnejše odnose z Oneidi in Onondagi. Tam so imeli stike z misijonarji, med drugim tudi s Samuelom Kirklandom. Pod njegovim vplivom so se Tuscarora in Oneida odločili podpreti Američane v ameriški osamosvojitveni vojni, medtem ko je večina Irokezov iz drugih petih narodov stala na strani Angležev. Ko se je vojna začela, so se Tuscarora sprva obnašali nevtralno, vendar so se spomladi 1766 odločili, da se bodo borili na strani Američanov proti Britancem. Nato je ekspedicijska vojska generala Jamesa Clintona požgala tri vasi Tuscarora ob reki Susquehanna. Julija 1780 je mohawški stotnik Joseph Brant vodil svoje čete do preostalih vasi Oneida in Tuscarora, da bi jih uničil. Nekateri preživeli so pobegnili v Niagaro, drugi v Schenectady, kjer so preživeli posebno hudo zimo. Po letu 1780 so bili vsi Tuscarora izgnani iz območij, kjer so živeli pred vojno. Približno 130 preživelih Tuscarora se je preselilo v Kanado in spremljalo druge Irokeze, ki so se borili na strani Britancev. Britanska krona jim je za njihove storitve obljubila zemljo ob reki Grand River v Kanadi. Okoli leta 1790 je bila še ena skupina Tuscarora v vasi s 26 hišami ob reki Genesee. Skupno naj bi v tistem času v Združenih državah živelo okoli 400 Tuscarora.
Okoli leta 1798 je bil Tuscaroram dodeljen tri kvadratne milje ali 7,5 km² velik indijanski rezervat pri Lewistonu v okrožju Niagara v zvezni državi New York. Vladna delegacija je leta 1801 odpotovala v Severno Karolino, da bi prodala preostalo zemljišče plemena. Prejeli so 13.722 dolarjev, s katerimi so rezervat v New Yorku povečali na približno 10 kvadratnih milj ali 25 km². Tuscarora, ki so ostali v Severni Karolini, so se večinoma odločili, da se preselijo na sever k svojim sorodnikom v New York. Tuscarora, ki so se preselili v Kanado, so postali del Six Nations of the Grand River First Nation v današnji kanadski provinci Ontario.

### Današnja situacija
Potomci Tuscarora so danes najdeni na treh območjih Severne Amerike. Na severovzhodu, pri Lewistonu v New Yorku, je Tuscarora Reservation z 1152 člani plemena (popis 2010). Nadaljnjih približno 2004 Tuscarora (popis 2010) živi znotraj Six Nations of the Grand River First Nation v Ontariu, Kanada.
Različne skupine in organizacije s Tuscarora poreklom obstajajo v Severni Karolini, vendar nobena ni zvezno priznana. Sem spadajo: Southern Band Tuscarora Indian Tribe v Windsorju, Severna Karolina; Hatteras Tuscarora iz leta 1978; Tuscarora Tribe of Indians v Maxtonu (1979); Tuscarora Nation of Indians of North Carolina (2006) in Tuscarora Nation One Fire Council v okrožju Robeson (2010).
Nekateri potomci živijo v Oklahomi. Gre za Tuscarora, ki so v začetku 19. stoletja skupaj z Mingo najprej živeli v New Yorku, nato v Ohiu in Kansasu ter končno v Oklahomi. Od leta 1937 so člani novo ustanovljenega Seneca-Cayuga Tribe of Oklahoma in se naseljujejo v severovzhodnem delu Oklahome. Pleme je zvezno priznano (angl. federally recognized).
Najvišja ocena prebivalstva Tuscarora v začetku 17. stoletja je znašala okoli 5.000 članov plemena. Število potomcev Tuscarora je v začetku 21. stoletja znašalo 5.600 oseb.

## Potomci Tuscarorov v Oklahomi
Nekateri potomci Tuscarorov danes živijo v Oklahomi. So predvsem potomci Tuscarorov, ki so bili v začetku 19. stoletja skupaj z drugimi irokeškimi skupinami Seneca in Cayuga prisilno preseljeni iz New Yorka v Oklahomo. Splošno so se imenovali Mingo in so bili kasneje prisiljeni preseliti se na indijansko ozemlje v Kansas in nato v Oklahomo. Leta 1937 so se potomci pridružili zvezno priznanemu plemenu Seneca-Cayuga iz Oklahome. Narod ima ozemlja v severovzhodnem kotu nekdanjega indijanskega ozemlja v Oklahomi.

## Nepriznane skupine v Severni Karolini
Številna nepriznana plemena v Severni Karolini trdijo, da izvirajo iz Tuscarore plemena. Od poznega 20. stoletja so se organizirala in preoblikovala v različnih konfiguracijah. Nobeno nima državnega priznanja ali zveznega priznanja.
Vključujejo:
- Cape Fear Band of Skarure Woccon (nahaja se predvsem v okrožjih Brunswick, Bladen, Columbus in Pender ter tudi v Južni Karolini)
- Skaroreh Katenuaka Tuscarora Nation of Indians, Windsor, NC
- Southern Band Tuscarora Indian Tribe, Windsor, NC
- Tosneoc Tuscarora Community, Wilson County, NC
- Tuscarora Indian Tribe, Drowning Creek Reservation, Maxton, NC
- Tuscarora Nation East of the Mountains, Bowland, NC
- Tuscarora Nation One Fire Council, Robeson County, NC (ustanovljen leta 2010 iz več skupin v okrožju Robeson)
- Tuscarora Nation of Indians of the Carolinas, Charlotte, NC
- Tuscarora Nation of North Carolina, Maxton, NC.
- Tuscrora Tribe of Indians Maxton, NC, (1979) datum veljavnosti po Sec. of State NC, 08/20/1990

Uradniki Tuscarora Nation v New Yorku oporekajo trditvam, da ima kdo v Severni Karolini kontinuiteto kot pleme s Tuscaroro. Spomladi 1973 so študenti New Yorka in člani lokalnega ljudstva Tuscarora organizirali protest, s katerim so zahtevali "zvezno in državno priznanje avtonomnih skupin Tuscarora Nation of North Carolina, pravico do vodenja lastnih šolskih sistemov in boljše zaposlitvene možnosti za skupnosti domorodnih Američanov." Protest je vključeval 100 mi (160 km) dolg pohod iz Pembrokea v Severni Karolini do državnega kapitola v Raleighu.
Uradniki Tuscarora Nation v New Yorku pravijo, da se je velika večina plemena preselila na sever v New York. Voditelji New Yorka menijo, da posamezniki, ki so ostali v Severni Karolini, nimajo več plemenskega statusa, čeprav imajo morda nekaj prednikov Tuscarora.

## Pomembni zgodovinski prebivalci Tuscarore
- Wallace "Nori medved" Anderson (narod Tuscarore, 1927–1985), domorodni aktivist
- David Cusick (narod Tuscarore, okoli 1780–1840), umetnik in avtor
- Dennis Cusick (narod Tuscarore, okoli 1800–1824), slikar
- John Napoleon Brinton Hewitt (1859–1937), jezikoslovec in etnograf
- Henry Berry Lowrie, je vodil odpor v Severni Karolini med in po ameriški državljanski vojni.[11]
- Frank Mount Pleasant (Tuscarora Nation, 1884–1937), atlet
- Clinton Rickard (Tuscarora Nation, 1882–1971), domorodni aktivist
- Alicia Elliott (Šest narodov Tuscarora), avtorica
- Theodore Curtis Williams (Tuscarora Nation, 1930–2005), avtor
- Ava Lavinia Gardner (1922 – 1990), igralka iz Severne Karoline z manjšim deležem tuscarorske krvi po materi